# Eurovision Young Musicians

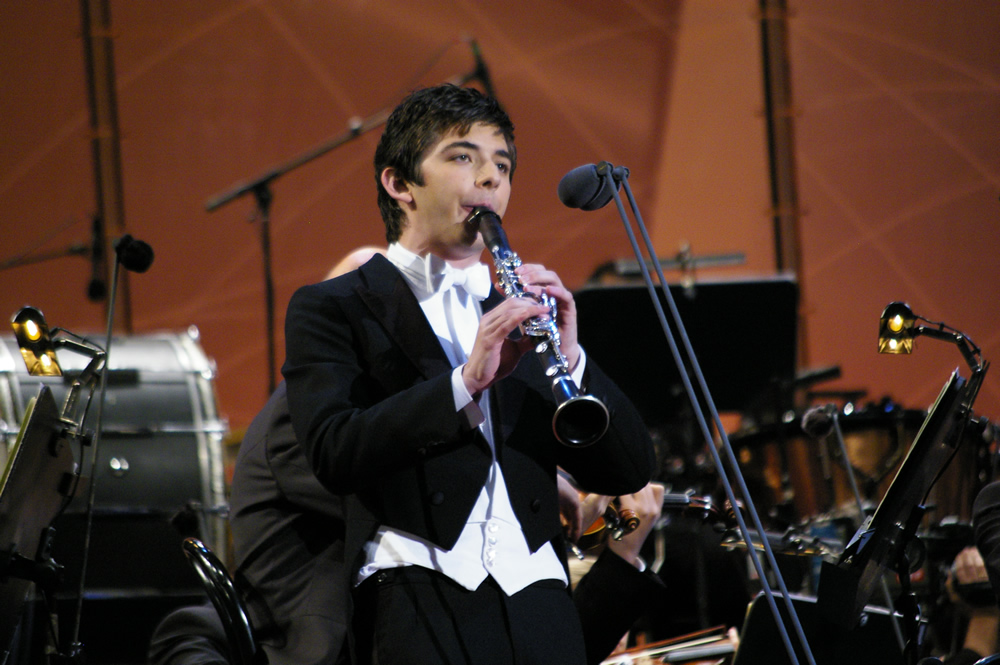
Dionysios Grammenos din Grecia, câştigătorul ediţiei 2008

Eurovision Young Musicians este un concurs pentru tineri muzicieni din Europa între 15 și 19 ani, organizat de Uniunea Europeană de Radio și Televiziune (EBU).
Concursul are loc din doi în doi ani și este transmis la televiziune. Din fondarea lui în 1983 concursul Eurovision Young Musicians s-a impus ca unul dintre concursurile de muzică importante pe plan international.
Spre deosebire de Eurovision Song Contest și celălalte concursuri organizate de EBU deciderea invingătorilor la Eurovision Young Musicians se face de către un juriu de experți internațional.

## Finaliști
| An   | Țară          | Muzician             | Instrument | Țară gazdă               |
| ---- | ------------- | -------------------- | ---------- | ------------------------ |
| 1982 | RFG           | Markus Pawlik        | pian       | Manchester, Regatul Unit |
| 1984 | Țările de Jos | Isabelle Van Keulen  | vioară     | Geneva, Elveția          |
| 1986 | Franța        | Sandrine Lazardes    | pian       | Copenhaga, Danemarca     |
| 1988 | Austria       | Julian Rachlin       | vioară     | Amsterdam, Țările de Jos |
| 1990 | Țările de Jos | Nick Van Oostrum     | pian       | Viena, Austria           |
| 1992 | Polonia       | Bartlomiej Niziol    | vioară     | Bruxelles, Belgia        |
| 1994 | Regatul Unit  | Natalie Clein        | violoncel  | Varșovia, Polonia        |
| 1996 | Germania      | Julia Fischer        | vioară     | Lisabona, Portugalia     |
| 1998 | Austria       | Lidia Baich          | vioară     | Viena, Austria           |
| 2000 | Polonia       | Stanislaw Drzewiecki | pian       | Bergen, Norvegia         |
| 2002 | Austria       | Dalibor Karvay       | vioară     | Berlin, Germania         |
| 2004 | Austria       | Alexandra Soumm      | vioară     | Lucerna, Elveția         |
| 2006 | Suedia        | Andreas Brantelid    | violoncel  | Viena, Austria           |
| 2008 | Grecia        | Dionysios Grammenos  | clarinet   | Viena, Austria           |
| 2010 | Slovenia      | Eva Nina Kozmus      | Flaut      | Viena, Austria           |

## Clasament pe națiuni
| Loc | Țară          | Aur | Argint | Bronz | Total |
| --- | ------------- | --- | ------ | ----- | ----- |
| 1   | Austria       | 4   | 1      | 0     | 5     |
| 2   | Germania      | 2   | 1      | 0     | 3     |
| 3   | Țările de Jos | 2   | 0      | 0     | 2     |
| 3   | Polonia       | 2   | 0      | 0     | 2     |
| 5   | Regatul Unit  | 1   | 1      | 2     | 4     |
| 6   | Franța        | 1   | 1      | 0     | 2     |
| 7   | Suedia        | 1   | 0      | 1     | 2     |
| 7   | Slovenia      | 1   | 0      | 1     | 2     |
| 9   | Grecia        | 1   | 0      | 0     | 1     |
| 10  | Finlanda      | 0   | 3      | 1     | 4     |
| 10  | Norvegia      | 0   | 3      | 1     | 4     |
| 12  | Elveția       | 0   | 1      | 1     | 2     |
| 13  | Spania        | 0   | 1      | 0     | 1     |
| 13  | Letonia       | 0   | 1      | 0     | 1     |
| 13  | Croația       | 0   | 1      | 0     | 1     |
| 16  | Rusia         | 0   | 0      | 4     | 4     |
| 17  | Italia        | 0   | 0      | 1     | 1     |
| 17  | Belgia        | 0   | 0      | 1     | 1     |
| 17  | Estonia       | 0   | 0      | 1     | 1     |